# Medetera parvicornis
Medetera parvicornis är en tvåvingeart som beskrevs av Santos Abreu 1929. Medetera parvicornis ingår i släktet Medetera och familjen styltflugor.
Artens utbredningsområde är Kanarieöarna. Inga underarter finns listade i Catalogue of Life.